# Kasztanyetta
A kasztanyetta (spanyolul castañuelas, a.m. ’kis gesztenye’; a magyarba valószínűleg a német vagy a francia alakváltozat útján került) jellegzetes hangú, páros spanyol népi ütőhangszer, a spanyol népzene elengedhetetlen kelléke. Az idiofon hangszerek csoportjába tartozik. Elnevezését a gesztenyéhez hasonlító alakjáról kapta. Két azonos méretű, egymással szembe fordított, fából vagy műanyagból készült, zsinórral összekötött gesztenye alakú, homorú kiképzésű lapocskából áll, a hangot ezek összekoccanása hozza létre.

## Megszólaltatása
Megszólaltatásakor a zenész vagy a táncos a zsinórt a hüvelykujjára tekeri oly módon, hogy a két lapocska a tenyérrel nagyjából párhuzamosan helyezkedjen el, köztük kis réssel, majd a maradék négy ujjával gyorsan egymást követően a külső lapocskát ütögeti. A jellegzetes „csattogtató” hangot így a két lapocska gyors egymás utáni kontaktusa adja. A spanyolok szerint – bár kezelése egyszerűnek tűnik – hosszú gyakorlás szükséges a hangszer mesteri fokon történő használatához.

## Változatok
A kasztanyettákat mélyebb, illetve magasabb hangú változatban készítik, az előbbiek elnevezése spanyolul macho, azaz „legény”, az utóbbiaké pedig hembra, vagyis „nő”. A kasztanyettás általában a bal kezével a mélyebb, a jobbal a magasabb hangolásún játszik.

## Eredete
A kasztanyetta nem spanyol találmány. Már az ókori népek (föníciaiak, görögök, rómaiak) is használták, valódi eredete azonban egyelőre nem tisztázott. Később több mediterrán országban is elterjedt, azonban egyedül Spanyolországban maradt fenn és fejlődött tovább – a gitárhoz hasonlóan – a spanyolok nemzeti hangszerévé. Jelenleg sokféle spanyol és latin-amerikai népzenei műfaj kelléke.

## Fordítás
- Ez a szócikk részben vagy egészben a Castanet című angol Wikipédia-szócikk fordításán alapul.  Az eredeti cikk szerkesztőit annak laptörténete sorolja fel. Ez a jelzés csupán a megfogalmazás eredetét és a szerzői jogokat jelzi, nem szolgál a cikkben szereplő információk forrásmegjelöléseként.
- Ez a szócikk részben vagy egészben a Castañuelas című spanyol Wikipédia-szócikk fordításán alapul.  Az eredeti cikk szerkesztőit annak laptörténete sorolja fel. Ez a jelzés csupán a megfogalmazás eredetét és a szerzői jogokat jelzi, nem szolgál a cikkben szereplő információk forrásmegjelöléseként.